# 达古达楞格莱标
《达古达楞格莱标》是德昂族民间创世神话史诗，“达古达楞格莱标”意为“阿公阿祖留下的传说”。《达古达楞格莱标》也是德昂族进行文化认同和身份认同的标志性象征物。
汉语版的《达古达楞格莱标》，由保山潞江坝德昂族艺人赵腊林唱译、陈志鹏记录整理，载于《山茶》1981年第2期，诗长558行。《达古达楞格莱标》在2008年列入第二批国家级非物质文化遗产项目名录，芒市艺人李腊翁成为《达古达楞格莱标》的国家级传承人，李腊翁故去后其徒李腊拽成为新一任代表性传承人。

## 诗歌特点
《达古达楞格莱标》全诗以德昂族传说中的万物之源“茶叶”为主线，将茶拟人化，描写了茶是如何创造出世界。长诗在具体内容上分为九个部分：人的诞生、神的出现及由茶树创造了日月星辰；茶叶诞生人类；茶树兄妹在人间的磨难；茶树产生了高山、平坝和江河湖海；四色土的来历；大地植物的来历；各种动物的来历；藤篾箍习俗的来历；德昂族人民对祖先的缅怀、感恩。

## 剧情
远古时代，大地一片浑浊，世上没有万物，只有雷吼呼风；但天上美丽无比，到处是茂盛的茶树。茶树冥想叹息：为何天空如此美丽，大地却一片荒凉。999棵茶树中，只有一棵焦黄的小茶树愿意献身拯救大地。狂风撕碎小茶树的身体，变成了102片茶叶飘飘下凡，在飘荡中变成51对青年男女。51对男女在天神帕达然的帮助下战胜了妖魔，并割碎自己的皮肉撒向大地，使大地变得一片葱绿充满生机。百花开放，瓜果飘香，茶叶兄妹过着以痛苦换来的快乐日子。九万年后，一阵黑风横扫大地，姐妹被送上天空，兄弟被打落地下。兄弟们用藤圈丢上天空，套下漂浮在空中的姐妹，从此兄妹成双成对。兄妹把泥土洒进江河，水里有了鱼虾；把泥土洒向大地，有了飞禽走兽。有50个姐妹解下藤圈欢歌载物，结果身子变轻飞上了天庭。最小的妹妹亚楞因忙着倾诉爱情忘记取下藤圈，得以留在人间，与达楞结为亲。达楞和亚楞有了儿女，繁衍出更多的后代。